# Sénat des Îles Mariannes du Nord
21e législature
Le Sénat (en anglais : Senate) est la chambre haute de la Législature, le parlement bicaméral des Îles Mariannes du Nord, un territoire non incorporé et organisé des États-Unis.

## Composition
Le Sénat est doté de neuf sièges renouvelés selon un cycle particulier.
Le territoire est divisé en trois circonscriptions électorales de trois sièges chacune. Tous les quatre ans, l'ensemble des sièges sont pourvus au scrutin majoritaire plurinominal. Les électeurs disposent d'autant de voix que de sièges à pourvoir dans leur circonscription, et les utilisent à raison d'une voix par candidat. Dans chacune des circonscriptions, les deux candidats élus avec le plus de suffrages le sont pour un mandat de quatre ans, tandis que le troisième l'est pour un mandat de deux ans. 
Des élections sont par conséquent organisées à mi mandat du reste du sénat pour les trois sièges pourvus pour deux ans, qui le sont alors au scrutin uninominal majoritaire à un tour,.

## Compléments